# Ivana Bernini Lavezzo
Ivana Bernini Lavezzo (Castelmassa, 19 novembre 1937 – Castelmassa, 27 febbraio 2017) è stata una politica italiana.
È stata parlamentare alla Camera dei deputati nella VII legislatura della Repubblica Italiana.